# Frederick Philip Grove
Frederick Philip Grove (* 14. Februar 1879 als Felix Paul Greve in Radomno, Westpreußen; † 19. August 1948 in Simcoe, Ontario) war ein deutsch-kanadischer Schriftsteller und Übersetzer.

## Leben
Felix Paul Greve wurde am 14. Februar 1879 in Radomno (damals Westpreußen) als Sohn von Eduard und Bertha Greve (geb. Reichentrog) geboren. Nach einem Aufenthalt als Gutsverwalter in Pommern nahm die Familie ab 1881 ihren Wohnsitz in Hamburg. Nach der Trennung der Eltern im Jahre 1892 lebte Greve mit seiner älteren Schwester (die bald danach in die USA auswanderte) bei seiner Mutter, die eine Pension führte. Er besuchte die Volksschule und die Realschule in St. Pauli, danach das Realgymnasium und schließlich die „Gelehrtenschule“ des Johanneums, wo sich seine besondere Begabung für Sprachen zeigte. Er legte 1898 sein Abitur ab. Anschließend studierte er mit Hilfe mehrerer Stipendien an den Universitäten in Bonn und München klassische Philologie und Archäologie, unterbrochen durch einen Aufenthalt am Deutschen Archäologischen Institut in Rom 1900/1901. Während das Studium in Bonn von seiner Aktivität in einem akademischen Ruderclub geprägt gewesen war, suchte Greve in München, wo er eine ausgedehnte übersetzerische Tätigkeit entfaltete, als Autor und Übersetzer Anschluss an den Kreis um Stefan George; zeitweise bestand eine enge Freundschaft zu Karl Wolfskehl. In diese Zeit fällt Greves extensive Beschäftigung mit Oscar Wilde. In München veröffentlichte er einen ersten Gedichtband und ein Monodrama.

Die Riesen kommen! von H. G. Wells. Einbanddeckel der deutschen Erstausgabe, 1904 erschienen bei J.C.C. Bruns in Minden. Übersetzung von Felix Paul Greve.

Von München aus ging Greve 1902 nach Berlin, wo er ein Verhältnis mit Else Endell geb. Ploetz, der Frau des Architekten August Endell, begann, die er in München kennengelernt hatte. Er brannte mit ihr nach Palermo durch. Auf der Rückreise wurde Greve 1903 in Bonn verhaftet; ein früherer, homosexuell orientierter Studienfreund hatte ihn, vermutlich aus Eifersucht, zur Rückzahlung eines Privatdarlehens gedrängt und bei Zahlungsunfähigkeit angezeigt. Greve wurde wegen Betrugs zu einem Jahr Gefängnis verurteilt; während der Verbüßung seiner Haft im Bonner Gefängnis war er als produktiver Autor, Herausgeber und Übersetzer tätig und nahm Kontakt zu André Gide und H. G. Wells auf. Anschließend lebte Greve mit Endell in der Schweiz, in Frankreich und wieder in Berlin. Sie heirateten im Frühjahr 1907. Er übersetzte weiterhin aus dem Englischen und Französischen und verfasste neben zwei Romanen auch Essays und ein (zur Aufführung von der Deutschen Bühne angenommenes, aber verschollenes) Theaterstück. Im Jahre 1909 sah Greve, der ständig mit großen Schulden zu kämpfen hatte und zuletzt seine Übersetzung von Jonathan Swifts Prosaschriften gleichzeitig an zwei verschiedene Verlage verkauft hatte, keinen anderen Ausweg, als einen Selbstmord vorzutäuschen und Europa im Juni 1909 an Bord der Megantic zu verlassen.
Von Liverpool aus reiste Greve nach Montréal, dann nach Toronto und New York. In Amerika nahm er unter dem Namen „Frederick Philip Grove“ eine neue Identität an. Seine Frau Else folgte ihm 1910 nach Pittsburgh; sie lebten bis zu ihrer Trennung im Jahre 1911 oder 1912 in Kentucky. Else wird als von Freytag-Loringhoven, dadaistische Gräfin, Künstlermodell und Dichterin in New York bekannt. 1912 ging Grove in die kanadische Provinz Manitoba. In den folgenden Jahren unterrichtete er als Lehrer und Rektor in verschiedenen kleineren Orten auf dem Lande. 1914 heiratete er seine Lehrerkollegin Catherine Wiens. 1921 erhielt er die kanadische Staatsbürgerschaft. 1922 legte er die Externenprüfung zum Bachelor of Arts in den Fächern Französisch und Deutsch an der University of Manitoba in Winnipeg ab. Groves erste Werke in englischer Sprache erschienen ab 1922; 1924 gab er seinen Lehrerberuf aus Gesundheitsgründen auf. 1928/29 unternahm der Autor Grove drei ausgedehnte Lese- und Vortragsreisen durch Kanada, die ihn landesweit bekannt machen. 1929 zog die Familie nach Ontario. 1931 ließ sie sich in Simcoe nieder. Grove übte dort neben seiner schriftstellerischen Arbeit verschiedene Tätigkeiten aus, unter anderem als Verlagslektor; seine wirtschaftliche Lage blieb bis zu seinem Tode trotz wachsenden literarischen Ruhms kritisch, so dass er immer wieder auf finanzielle Unterstützung durch die Canadian Authors’ Association angewiesen war. 1934 erhielt er die Lorne Pierce Medal für Literatur der Royal Society of Canada. 1941 wurde er zum Mitglied der Royal Society of Canada gewählt, 1946 erhielt er den Ehrendoktor der University of Manitoba in Winnipeg und der Mount Allison University, 1947 wurde ihm für sein partiell autobiographisches Werk In Search of Myself ein renommierter kanadischer Literaturpreis,  Governor General’s Award, verliehen.
Groves englischsprachige Werke, die mehrfach eigene Erfahrungen während seiner Jahre im amerikanischen und kanadischen mittleren Westen verarbeiten, gelten heute als Klassiker der kanadischen Literatur. In seinen semi-autobiografischen Werken verbreitete Grove die durch den Ersten Weltkrieg und die Gefahr der Internierung notwendig gewordene Legende, er entstamme einer britisch-schwedischen Familie und habe als Sohn wohlhabender Eltern in seiner Jugend halb Europa bereist. Seine deutsche Herkunft wurde erst 1973 von dem kanadischen Literaturwissenschaftler Spettigue aufgedeckt. Grove und sein Kreis in Winnipeg und Ontario gelten als Pioniere in der Entwicklung der kanadischen Literatur zwischen den Weltkriegen. Sein Einfluss auf den realistischen Prärieroman sowie spätere Autoren wie Sinclair Ross und Hugh MacLennan ist sehr hoch einzuschätzen. Grove ist zudem ein großer Anteil an der Internationalisierung und Professionalisierung kanadischer Literatur zuzuschreiben.

## Sammlungen und Archivalien in Deutschland
Die Sammlung F. P. Greve / Grove in der „Sammlung Klaus Martens“ im „Literaturarchiv Saar-Lor-Lux, Saarländische Universitäts- und Landesbibliothek“ enthält neben Greves Werken in verschiedenen Ausgaben eine Reihe von Manuskripten, eine Fülle von Briefen von und an Greve sowie Gedichte. Es gibt dort Forschungsunterlagen von Martens zu Greve 1987–2009 sowie die Materialien zu seinen fünf Büchern über Grove von 1996–2007 und zu Aufsätzen. Die Sammlung ist bibliothekarisch erschlossen.
Ein zweiter Teil von Martens’ Sammlung enthält Bücher und Material (Korrespondenz, Geschäftsunterlagen, Tagebücher, Notizen) zu Max und Margarete Bruns und zum Verlag J.C.C. Bruns um die Jahrhundertwende 1900, dem ersten Verleger Greves.

## Werke

### Werke in deutscher Sprache
- Wanderungen. München 1902
- Helena und Damon. München 1902
- Randarabesken zu Oscar Wilde. Minden 1903
- Oscar Wilde. Berlin 1903
- George Meredith und sein Stil. Minden 1905
- Fanny Essler. Stuttgart 1905
- Maurermeister Ihles Haus. Berlin 1906

### Übersetzungen in deutscher Sprache
- Honoré de Balzac: Balzacs Menschliche Komödie. Leipzig
  - Band 1. Ein Junggesellenleben. 1908
  - Band 2. Erzählungen aus der napoleonischen Sphäre. 1908
  - Band 6. Glanz und Elend der Kurtisanen. Teil 1, 1909
  - Band 7. Glanz und Elend der Kurtisanen. Teil 2, 1909
  - Band 11. Das unbekannte Meisterwerk
- Robert Browning: Auf einem Balkon. In einer Gondel. Leipzig 1903
- Robert Browning: Die Tragödie einer Seele. Leipzig 1903
- Robert Browning: Paracelsus. Leipzig 1904
- Robert Browning: Briefe von Robert Browning und Elizabeth Barrett Barrett. Berlin 1905
- Miguel de Cervantes: Die Novellen des Cervantes. Leipzig 1907
- Miguel de Cervantes: Der scharfsinnige Ritter Don Quixote von der Mancha. Leipzig 1908
- Ernest Dowson: Dilemmas. Leipzig 1903
- Alexandre Dumas: Der Graf von Monte Christo. Berlin-Westend 1909
- Die Erzählungen aus den tausendundein Nächten. Leipzig 1907–1908
- Gustave Flaubert: Die Versuchung des heiligen Antonius. Minden 1905
- Gustave Flaubert: Briefe über seine Werke. Minden 1906
- Gustave Flaubert: Reiseblätter. Minden i. Westf. 1906
- Gustave Flaubert: Briefe an Zeit- und Zunftgenossen. Minden 1907
- André Gide: Der Immoralist. Minden 1905
- André Gide: Paludes. Minden 1905
- André Gide: Ein Liebesversuch und andere Novellen. Berlin 1907
- André Gide: Saul, Berlin-Westend 1909
- André Gide: Die enge Pforte. Berlin-Westend 1909
- Junius: Die Briefe des Junius. Leipzig 1909
- Alain-René Lesage: Die Geschichte des Gil Blas von Santillana. Leipzig 1908
- George Meredith: Richard Feverels Prüfung. Minden 1904
- George Meredith: Harry Richmonds Abenteuer. Minden 1904
- George Meredith: Diana vom Kreuzweg. Minden 1905
- Henri Murger: Die Bohème. Leipzig 1906
- Walter Pater: Marius der Epikureer. Leipzig 1908
- Jonathan Swift: Prosaschriften. Berlin 1909–1910
- Herbert George Wells: Dr. Moreaus Insel. Minden 1904
- Herbert George Wells: Die Zeitmaschine. Minden 1904
- Herbert George Wells: Die Riesen kommen! Minden 1904
- Herbert George Wells: Die ersten Menschen im Mond. Minden 1905
- Herbert George Wells: Wenn der Schläfer erwacht. Minden 1906
- Herbert George Wells: Ausblicke auf die Folgen des technischen und wissenschaftlichen Fortschritts für Leben und Denken des Menschen. Minden 1905
- Oscar Wilde: Fingerzeige. Minden 1903
- Oscar Wilde: Dorian Grays Bildnis. Minden 1902
- Oscar Wilde: Apologia pro Oscar Wilde. Minden 1904
- Oscar Wilde: Das Bildnis des Mr. W.H; Lord Arthur Saviles Verbrechen. Minden 1904
- Oscar Wilde: Die Sphinx. Minden 1906
- Oscar Wilde: Das Granatapfelhaus. Leipzig 1904

### Herausgeber in deutscher Sprache
- Christian Hofmann von Hofmannswaldau: Auserlesene Gedichte des Herrn Christian Hofmann von Hofmannswaldau. Leipzig 1907

### Werke in englischer Sprache
- Over Prairie Trails. Toronto 1922
- The Turn of the Year. Toronto 1923
- Settlers of the Marsh. Toronto 1925
- A Search for America. Ottawa 1927
- Our Daily Bread. Toronto 1928
- It Needs to be Said. Toronto 1929
- The Yoke of Life. Toronto 1930
- Fruits of the Earth. Toronto [u. a.] 1933
- The Master of the Mill. Toronto 1944
- In Search of Myself. Toronto 1946
- Consider Her Ways. Toronto 1947
- Tales from the Margin. Hrsg. von Desmond Pacey. Toronto 1971
- The Letters of Frederick Philip Grove. Hrsg. von Desmond Pacey. Toronto [u. a.]1976
- Poems / Gedichte - by/von Frederick Philip Grove, Felix Paul Greve & Fanny Essler. Hrsg. von Gaby Divay. Winnipeg, University of Manitoba Archives, c2007. (E-Edition)
- A Dirge for My Daughter. Selected Poems. Hrsg. von Klaus Martens. Würzburg 2006

### Übersetzung in englischer Sprache
- Gustav Ammann: The Legacy of Sun Yatsen. New York 1929